# Callistoe vincei
Callistoe vincei è un mammifero carnivoro estinto, appartenente agli sparassodonti. Visse nell'Eocene inferiore (circa 50 milioni di anni fa) e i suoi resti fossili sono stati ritrovati in Sudamerica.

## Descrizione
A differenza di altri animali simili (come Proborhyaena e Arminiheringia), Callistoe possedeva un muso stretto e gracile, e la forma del cranio probabilmente assomigliava a quella di un tilacino. Nelle proporzioni complessive, Callistoe assomigliava ai mustelidi come la martora o al panda minore (Argot & Babot 2011): a differenza di questi, tuttavia, Callistoe era sprovvisto dei caratteri degli arti e vertebrali associati con la capacità di arrampicarsi. Invece, la forma delle articolazioni degli arti, la presenza di una rotula ossificata e la forma delle ossa degli arti mostrano che questo animale era limitato a un'andatura parasagittale, possedeva poca flessibilità nel gomito, polso, ginocchio e caviglia; quindi era specializzato per camminare e correre. Callistoe, benché lungo circa 2 metri, possedeva un corpo slanciato e leggero, e doveva pesare circa 23 chilogrammi. 

## Classificazione
Callistoe vincei venne descritto per la prima volta nel 2002, sulla base di uno scheletro quasi completo ed eccezionalmente conservato, rinvenuto nella formazione Lumbrera nella provincia di Salta (Argentina). Il nome generico, Callistoe, deriva da Callisto, la ninfa amata da Zeus e trasformata da lui in un orso per proteggerla dall'ira di Era. 
Callistoe è un rappresentante dei proborienidi, un gruppo di mammiferi sparassodonti tipici dell'inizio del Cenozoico, solitamente di grandi dimensioni e dalla corporatura robusta. 

## Paleobiologia
Argot & Babot (2011) hanno descritto artigli molto lunghi, leggermente ricurvi (del tutto differenti rispetto a quelli di altri sparassodonti); la forma di questi artigli suggeriscono una capacità di scavo. Curiosamente, quello che sembra essere una frattura guarita in un dito suggerisce che le zampe anteriori di Callistoe erano usate intensivamente. Inoltre, le dita esterne slanciate dei brevissimi piedi indicano attitudine alla corsa. Callistoe visse accanto a una varietà di armadilli, roditori e piccoli notoungulati (tutti animali dalle abitudini probabilmente fossorie), quindi forse percorreva grandi distanze a piedi ed era in grado di scavare e introdursi nelle tane di questi animali. Questo animale, vissuto nell'Eocene inferiore, potrebbe essere quindi il primo esempio di mammifero predatore dalle abitudini fossorie, molti milioni di anni prima dei più antichi mustelidi scavatori evolutisi negli altri continenti.